# Seriola rivoliana
Seriola rivoliana es una especie de peces de la familia Carangidae en el orden de los Perciformes.

## Morfología
El huayaipe (Seriola rivoliana) es un pez marino, teleósteo carnívoro, de gran fuerza y nado veloz, que tiende a ser migratorio debido a la búsqueda de alimento y para reproducción de la especie. Son peces no muy longevos. La forma de reproducción de estos peces es por fertilización externa, debido a que son ovíparos. Los huevos de los peces del género Seriola son pelágicos de color cristalino y miden aproximadamente 1.2 mm, esta especie posee además una alta tasa reproductiva. Se caracterizan por tener el cuerpo alargado, levemente comprimido y moderadamente alto. La coloración del pez es bastante variable, posee dorso marrón o aceitunado a verde azulado, flancos y vientres más claros en su fase adulta y una franja vertical oscura en la nuca. Entre el macho y la hembra se los puede diferenciar porque los machos alcanzan hasta los 50 cm de longitud, mientras que la hembra los duplica en tamaño, llegando a medir hasta 1,50 m en ciertas ocasiones. 
En el Ecuador, se empezó a planificar el cultivo de huayaipe debido a que en el año de 1998 apareció el virus de la mancha blanca dando un duro golpe al sector camaronero, con cuantiosas pérdidas tanto industriales como en la zona de exportación por esto se pensó en esta especie dado que el rendimiento de su carne es de 50 a 55% superando al de la tilapia que es del 28 a 34%. Para cultivarlos, hay que tomar en cuenta su alimentación, los parámetros de cultivo y las enfermedades que los aquejan. Ciclo de vida del huayaipe, Seriola rivoliana El huayaipe Seriola rivoliana se caracteriza por tener el cuerpo alargado, levemente comprimido y moderadamente alto. La coloración del pez es bastante variable, posee dorso marrón o aceitunado a verde azulado; flancos y vientre más claros; en adultos, una franja oscura vertical en la nuca y una franja lateral oscura, que se extiende hacia atrás y hacia arriba a partir del ojo. Taxonomía de la especie En el Ecuador existen varias especies del género Seriola, denominadas comúnmente como huayaipe, así tenemos al Seriola mazatlana, Seriola lalandi, Seriola rivoliana y el Seriola peruana (Blacio y Álvarez,  2002). Pertenece al orden de los perciformes, a la familia de los carangidae. Distribución y hábitos alimenticios Es un pez pelágico, demersal y bentónico marino (Smith-Vaniz, W.F.,1995), que se encuentra en aguas abiertas cerca de la superficie. Se lo encuentra comúnmente en aguas con temperaturas entre 18 y 24 °C, a profundidades cercanas a 50 m; sin embargo pueden ser encontrados en profundidades superiores a 300 m (FishBase, 2004). La especie Seriola rivoliana se encuentra distribuida a lo largo de las zonas subtropicales de los Océanos Índico, Atlántico oeste y Pacífico oeste. En el continente americano se distribuye desde Baja California hasta el norte de Perú. En Ecuador lo podemos localizar a lo largo de la zona litoral y en la zona insular (Chirichigno y Martín,2001). Los peces del género Seriola son oportunistas, con una dieta que varía en función de su tamaño. En el medio natural se alimentan principalmente de moluscos, crustáceos, equinodermos y peces pequeños. Cuando tienen una talla de 4 cm su alimentación consiste principalmente de copépodos Calanus. A medida que crecen comienzan alimentarse de pequeñas anchovetas y otros peces pequeños. Una vez que han alcanzado los 15 cm, éstos comienzan a alimentarse de sardinas, macarelas, calamares, entre otros.  Parámetros de cultivo Los peces del género Seriola viven en aguas cálidas, su rango óptimo de temperatura es de 18 – 29 °C, a temperaturas debajo de los 15 °C su crecimiento disminuye ya temperaturas inferiores a 9 °C o superior a 31 °C estos peces mueren. También soportan salinidades altas (33 pp.) y no resisten concentraciones menores de 16 pp. El consumo de oxígeno, especialmente en el yellowtail, es de 500 ml de oxígeno por kg de peso corporal en una hora bajo condiciones normales. El agua marina contiene más de 5 – 6 ml/l de oxígeno disuelto. El nivel óptimo de oxígeno en estos peces debe ser mayor a 4ml/l.

## Distribución geográfica
Se encuentra en los océanos Índico y Pacífico (desde Kenia y Sudáfrica hasta las Islas Marianas, las Islas Ryukyu, Nueva Caledonia y desde los Estados Unidos hasta el Perú, incluyendo las Islas Galápagos. Probablemente, también, en las Seychelles. Es ausente en el Mar Rojo y la Polinesia Francesa) y en el Atlántico occidental (desde Cabo Cod, Estados Unidos, hasta el norte de la Argentina). Su distribución en el Atlántico oriental no está bien establecida. También ha sido observado en la isla de Lampedusa (Mediterráneo ).